# KZ-Außenlager Benefeld
Das Außenlager Benefeld, das auch den Namen Lager Bomlitz-Benefeld trug, war ein Außenlager des Konzentrationslagers Bergen-Belsen, lokal Lager Sandberg genannt. Es lag im Süden von Benefeld, eines heute zur Stadt Walsrode gehörenden Ortes im heutigen niedersächsischen Landkreis Heidekreis.

## Lagerhistorie
Das rund 1,8 ha große Lager bestand nur etwa sechs Wochen. Im Außenlager Benefeld trafen am 3. September 1944 aus Auschwitz über Bergen-Belsen gesandte 400 jüdische Frauen polnischer Herkunft ein. Andere Quellen sprechen von 600 Insassinnen. Es gibt Hinweise, nach denen sogar bis zu 750 Zwangsarbeiterinnen in diesem Außenlager eingesetzt wurden. Die Lagerinsassinnen wurden im seinerzeit neu errichteten Barackenlager Sandberg untergebracht, das südöstlich der sehr verschiedenartigen Wohn- und Barackenlager für die in- und ausländischen Arbeitskräfte der Sprengstofffabrik Eibia errichtet worden war. Dies war eine kurz zuvor erbaute Industrieanlage südlich von Benefeld mit 262 Gebäuden; davon waren 38 unterirdisch angelegt und 56 von Erdwällen umgeben. Die Eibia GmbH war ein Tochterunternehmen der chemischen Fabrik Wolff&Co. in Bomlitz (mit Sitz in Walsrode). Die jüdischen Frauen mussten schwere körperliche Zwangsarbeit verrichten. Sie sollen kurzfristig in der gefährlichen Pulverproduktion gearbeitet haben. Dort sei die lange Häftlingskleidung aber ein Problem gewesen, so dass sie im Gleisbau der Werkbahn der Eibia zum Einsatz kamen.
Das Lager wurde bereits am 18. Oktober 1944 wieder geschlossen. Die meisten Insassinnen wurden am 15. Oktober 1944 zur WASAG nach Elsing beziehungsweise in ein Zeltlager des Konzentrationslagers Bergen-Belsen transportiert. In Bergen-Belsen blieben sie allerdings nur wenige Tage. Die meisten weiblichen Häftlinge des Außenlagers Benefeld wurden anschließend in Außenlager des Konzentrationslagers Buchenwald deportiert.

## Gedenkstätte
Am so genannten Ausländerfriedhof auf dem Friedhof der Gemeinde Bomlitz erinnert eine ausführliche Geschichts- und Gedenktafel an das Schicksal der in der Gemeinde verstorbenen Zwangsarbeiter und Displaced Persons sowie deren Kinder.